# Musabeyli
Musabeyli est une ville et un district de la province de Kilis dans la région de l'Anatolie du sud-est en Turquie.